# Centre multimédia
Un centre multimédia est un système informatique fournissant des services multimédia, notamment la lecture de fichiers multimédia (image, son, vidéo), la diffusion de ces fichiers, l'écoute et enregistrement d'émissions radiophoniques ou télévisées, la présentation de la météo, et la télévision numérique, satellite, et analogique. Habituellement, le centre multimédia se trouve sous la télévision du salon à côté du lecteur de DVD (s'il ne le remplace pas).

## Caractéristiques

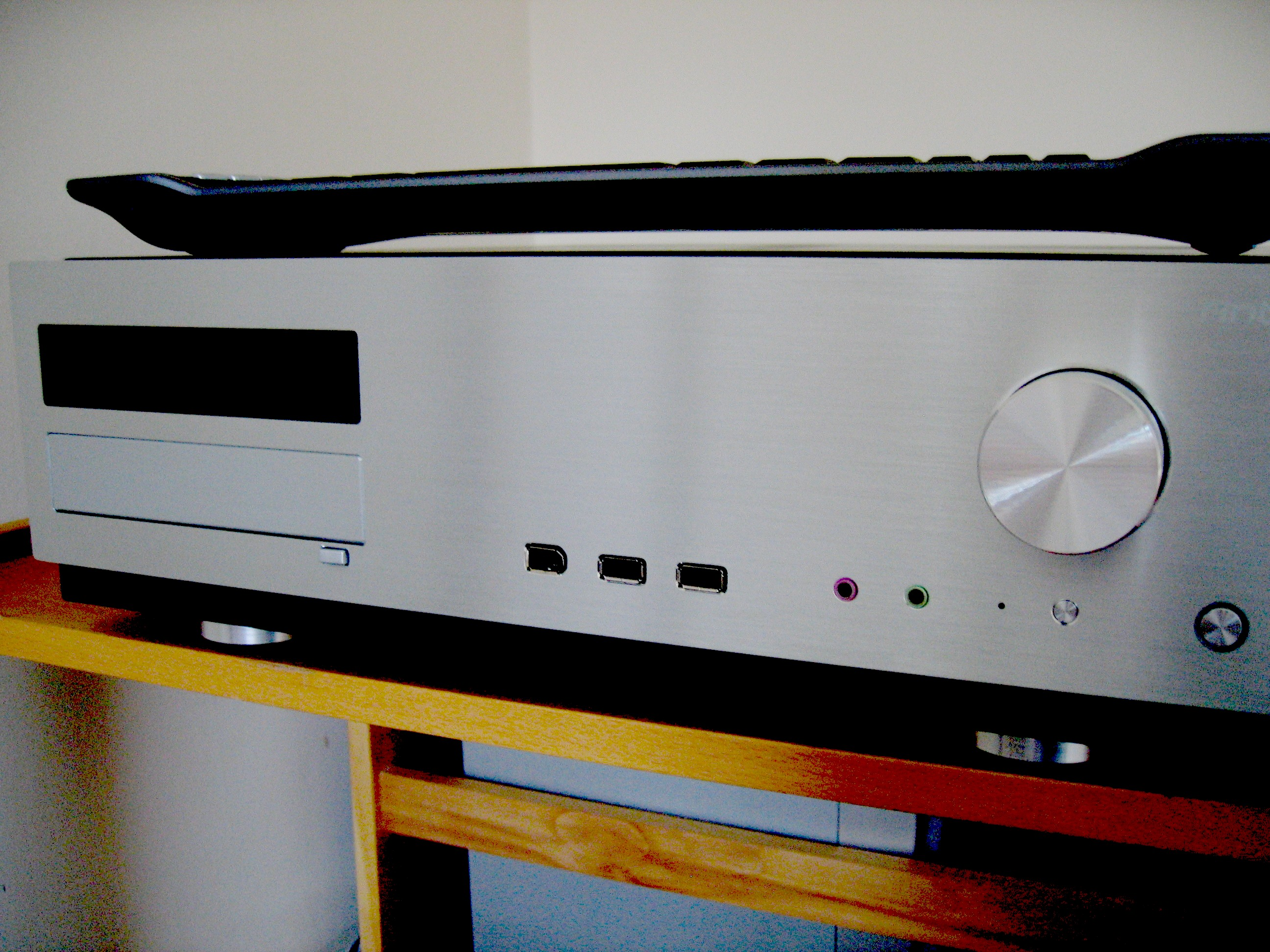
Boitier Antec Fusion V2 et clavier sans fil.

La plupart des fournisseurs de service Internet via leur offre de box Internet propose une grande partie des fonctionnalités de media center via un boîtier secondaire se branchant sur la télévision incluant souvent un lecteur de DVD ou Blu-ray.
La particularité d'un centre multimédia est d'un point de vue historique composé d'un ordinateur et de plusieurs périphériques : cartes son, lecteur de DVD/Blu-ray, récepteur USB TVB). L'évolution actuellement[Quand ?] est vers l'intégration de différents éléments (adresse MAC) qui communiquent entre eux par différents protocoles client-serveur basés sur l'IP (HTTP, bonjour, UPnP, DLNA, VPN, VoIP) pour gérer le son, la vidéo, les images et le texte (HTML, sous titres). Ces éléments peuvent être des ordinateurs, des consoles de jeux vidéo, des smartphones, des nano-ordinateurs, des décodeurs TV, des box Internet, des télévisions connectées ou encore des boitiers domotiques,.
Ces systèmes peuvent, selon leurs caractéristiques, gérer : 
- la diffusion transmission des fichiers : lecteur DVD, carte Ethernet (vidéo, Web HTML5), tuner TV ;
- la conversion des fichiers selon contexte: débit disponible, taille et résolution de l'écran, puissance disponible (Dash) ;
- le stockage : fichiers média situés dans un ISO ou un DVD, une clé USB ou disque dur (PC, NAS, cloud) ;
- le rendu : sur l'écran d'un smartphone, d'une tablette, d'un ordinateur portable ou fixe ou d'une TV
- le contrôle : par fil, infrarouge, WiFi, Bluetooth avec souris, télécommande, clavier, écran tactile (smartphone, tablette) ;
- différentes données : identifiant, mot de passe, authentification par tiers, gestion des DRM/licences, publicité (vast).

## Interface homme-machine

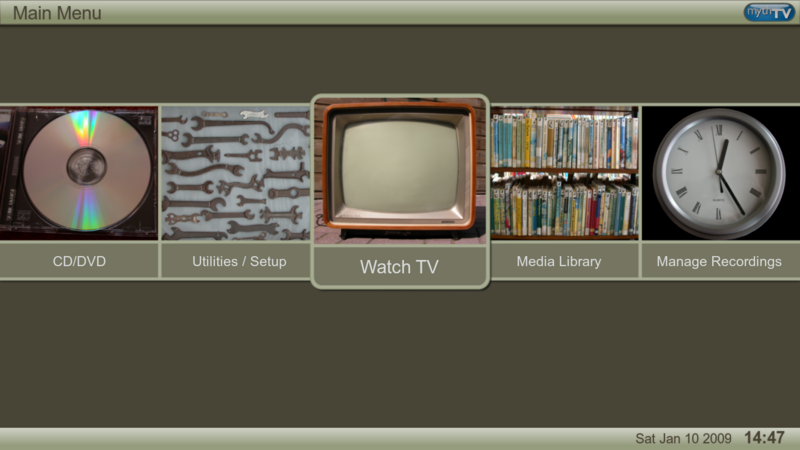
MythTV est un centre multimédia sous Linux.

Un aspect primordial des centres multimédia est l'interface homme-machine. Un centre multimédia permet souvent de se passer d'un clavier et d'une souris, une simple télécommande ou un joypad permet de choisir la fonction désirée. L'interface graphique tend à être simplifiée et esthétique. Elle n'est pas composée de fenêtres comme c'est habituellement le cas sous Windows, mac ou Linux. Dans le cas où l'appareil est un poste informatique de type ordinateur personnel, on parle généralement de home theater personal computer (ou HTPC).

## Liste de media center
Voici quelques logiciels centre multimédia autres que l'original de Microsoft :
- Freevo : HTPC libre sous Linux ;
- GeeXboX : distribution Linux embarquée permettant d'utiliser son ordinateur comme un centre multimédia ;
- Media Portal : centre multimédia libre sous Windows ;
- Meedio : centre multimédia avec gestion TV ;
- My Media System : centre multimédia sous Linux ;
- MythTV : centre multimédia libre sous Linux ;
- VdrLive : centre multimédia libre sous Linux (distribution disque autonome) ;
- Windows Media Center : logiciel pour la lecture et l'enregistrement de différents médias dans Windows ;
- Kodi Entertainment Center : client libre pour Windows, Linux, Mac OS X et Xbox ;
- Plex : serveur et client multi-plateforme avec un gestionnaire de média, un serveur vidéo, de transcodage (extension) et d'encodage (le contenu).